# Slick Leg
Lifesblood è il primo EP del gruppo musicale progressive metal/sludge metal statunitense Mastodon, pubblicato nel 2001 dalla Reptilian Records.

## Tracce
1. Slick Leg – 3:26
2. Thank You for This – 1:57
3. Deep Sea Creature – 4:48

## Formazione
- Brent Hinds - chitarra, voce
- Bill Kelliher - chitarra
- Troy Sanders - basso, voce
- Brann Dailor - batteria